# Ford Consul
Ford Consul (Форд Кансул) — легковий автомобіль середньої цінової категорії британської філії компанії Ford, як самостійна модель випускався з 1951 по 1962 рік.
Це покоління представляло собою більш бюджетний варіант шестициліндрового Ford Zephyr.
У 1962 році на зміну йому прийшов чотирициліндровий Ford Zephyr, а також частково - Ford Cortina.
З 1972 по 1975 рік  під тим же ім'ям Consul випускалася модель, що була комплектацією початкового рівня моделі Ford Granada з чотирициліндровими двигунами, і замінила в модельному ряду британського «Форда» лінійку Ford Zephyr.
Ford Classic, Ford Cortina Mk. I і Ford Capri спочатку були частиною модельного ряду Consul, і позначалися відповідно Ford Consul Classic, Ford Consul Cortina і Ford Consul Capri; згодом вони були виділені в самостійні лінійки.

## Ford Consul EOTA (1951—1956)

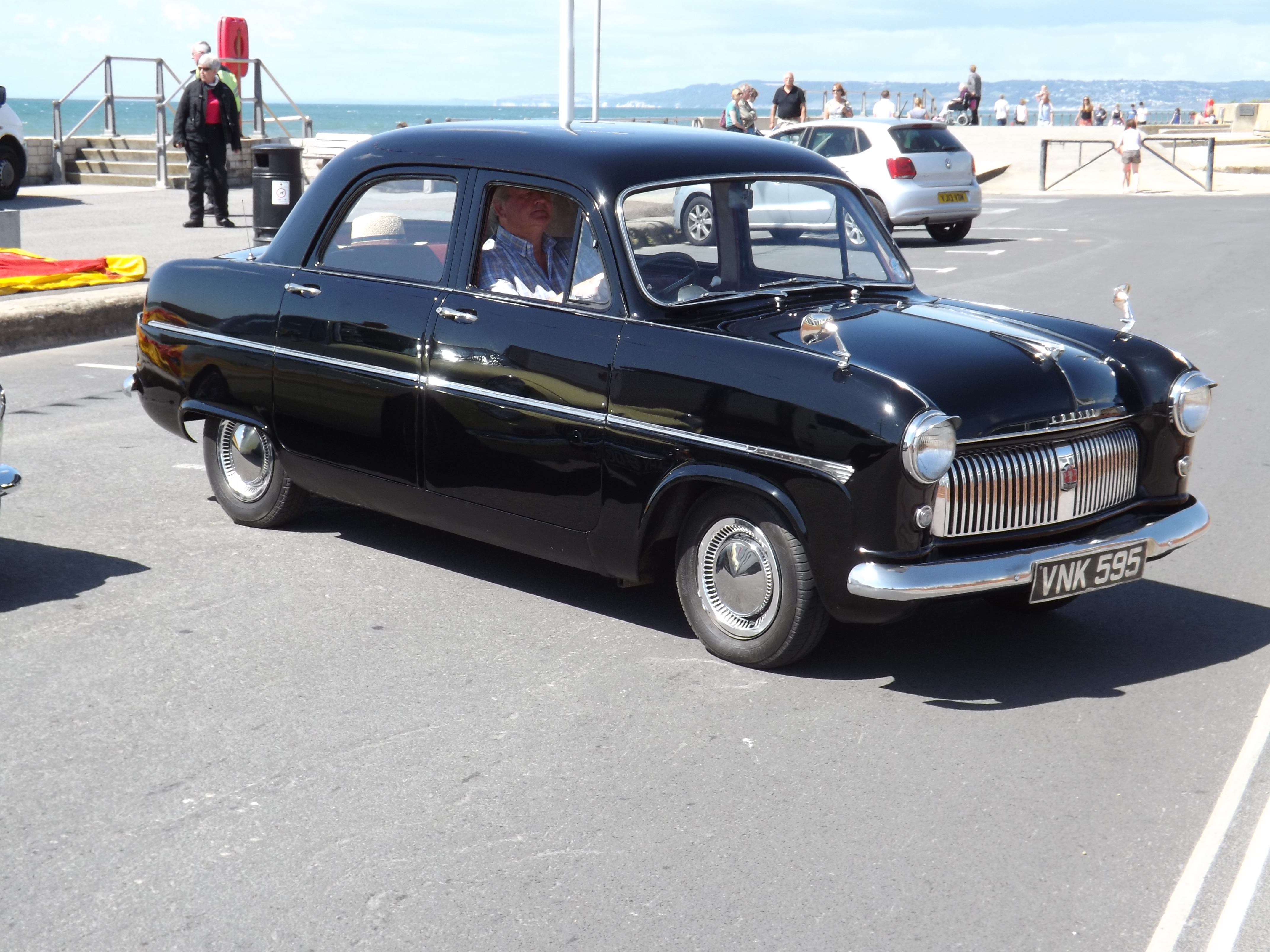
Ford Consul I (1951-1956)

Перший показ Ford Consul відбувся в 1950 році на London Motor Show, і став успішною зброєю компанії Ford Britain на ринку легкових автомобілів, замінивши большедвигательного Pilot (V8), виготовленого в малій кількості. Форд присвоїв йому кодову назву EOTA. Більшість авто були виконані в кузові 4-дверний седан.
Це був перший автомобіль, який був побудований за останніми технологіями на той час. Він володів двигуном об’ємом 1508 см³, потужністю 47 к. с. (35 кВт), гідравлічними гальмами, 3-ступеневою коробкою передач зі синхронізатором. На ньому вперше ставили підвіску типу МакФерсон.
Передні сидіння обшивались ПВХ, важіль ручного гальма був схований під панель. Двірники вітрового скла використовують застарілу вакуумну систему. Прилади, включаючи спідометр, амперметр і паливний витратомір, розміщені вище колонки керма і також є місце, в якому міг бути розміщений додатковий радіоприймач.
За тестами журналу Motor в 1953 році, автомобіль мав максимальну швидкість 116 км/год., розгін до 100 км/год. за 28 секунд. Витрата палива складала 11 л/100 км. Випробувальний автомобіль коштував 732 фунти стерлінгів, включаючи податки.

### Двигун
- 1.5 L І4

## Ford Consul II (1956—1962)

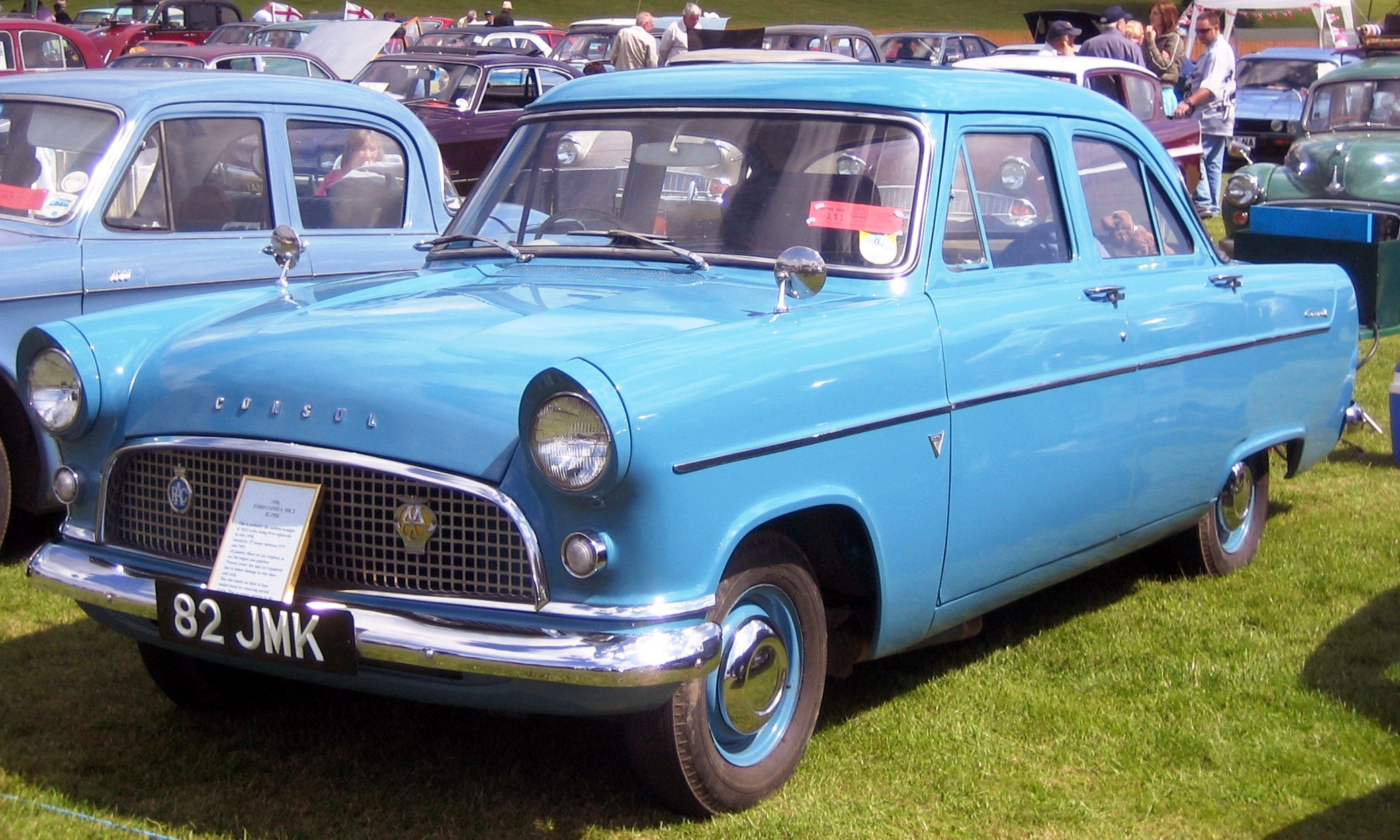
Ford Consul II (1956-1962)

В 1956 році новий Consul проходив у Ford під кодом 204E. В порівнянні з першим, він мав подовжену колісну базу, великий об’єм двигуна в 1703 см³, потужністю 59 к. с.(44 кВт), і був повністю модернізований. Однією незмінною річчю залишились двірники вітрового скла, які все ще керувались вакуумом. Профіль даху був знижений в 1959 році на версії Mk2, яка також отримала змінені задні ліхтарі і більшу частину зовнішніх деталей з нержавіючої сталі. Передні дискові гальма з вакуумним сервомотором з’явились як опція в 1960 і йшли стандартними в 1961 (барабанні гальма на 4 колеса ставили лише в Австралії). В середині 1961 назва змінилась на Consul 375.
Consul MkII тестувався британським журналом The Motor в 1956 році й показав максимальну швидкість 127,6 км/год., прискорився до сотні за 23 секунди. Витрата палива складала 12,8 л/100 км. Тестова машина коштувала 781 фунт стерлінгів, включаючи податки.

### Двигун
- 1.7 L І4

## Ford Consul (на базі Granada) (1972—1975)

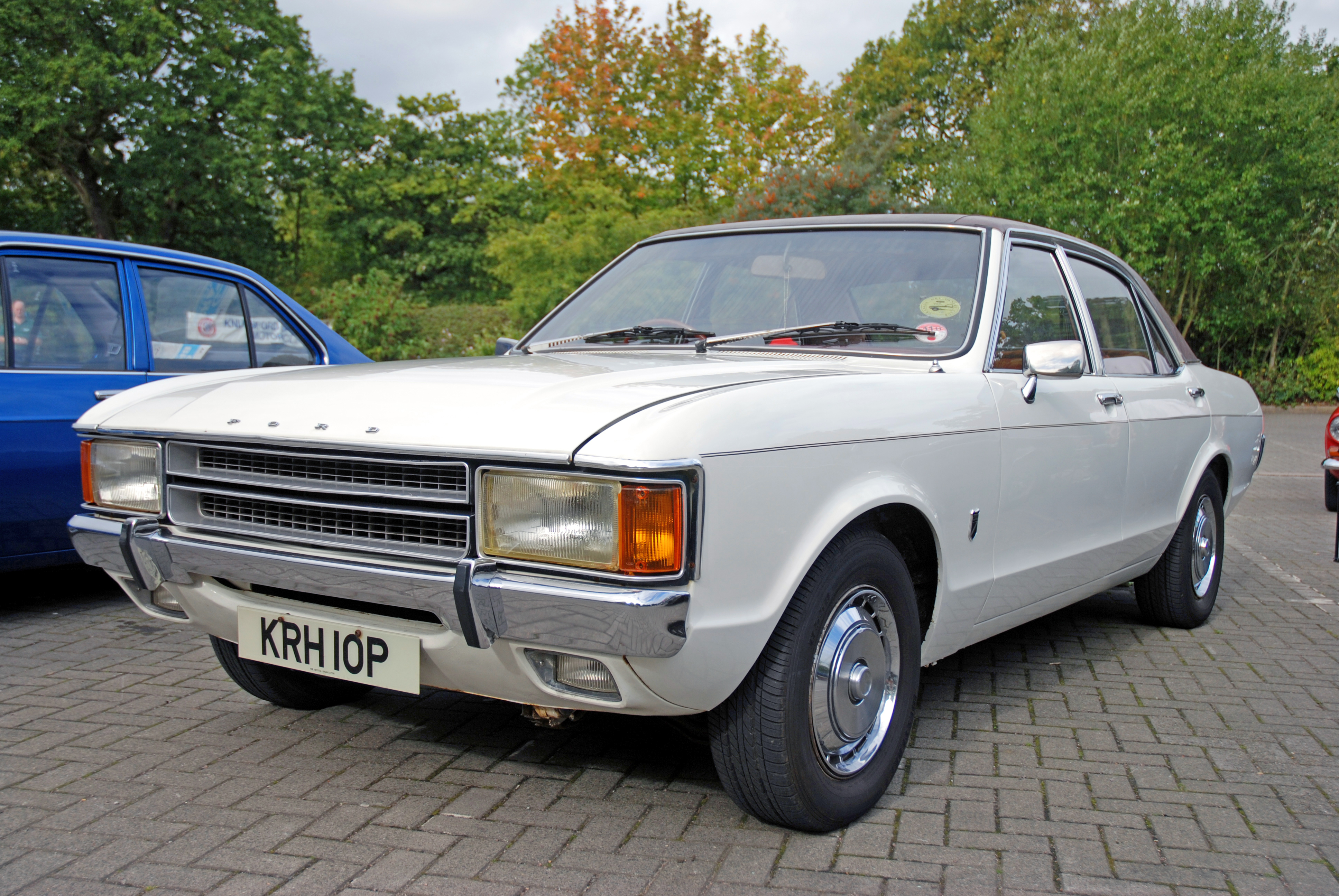
Ford Consul Granada

Назва Consul було відроджено для Granada з двигуном 1996 см³ Essex V4 і 2495 см³ Essex V6 у Великій Британії. В Німеччині цей Ford Consul пропонувався з німецькими двигунами Форд, починаючи з 1680 см³ V4, знайомого водіям Ford 17M.
У Великій Британії також пропонувався Ford Consul GT, 2994 см³ Essex V6, який видавав 138 к. с. Він був набагато швидшим від Гранади — за рахунок того, що був легшим на центнер через меншу кількість обладнання.
Назву Consul припинили використовувати в кінці 1975 року, і всі автомобілі стали Granada.